# Danielle Harris
Danielle Andrea Harris (Plainview, 1 juni 1977) is een Amerikaans actrice en voormalig kindster.

## Biografie
Harris begon haar carrière als kind, spelend in reclamespots. In 1985 kreeg ze een rol in de soapserie One Life to Live. Hierin speelde ze tot 1987. Echter, ze bleef niet stilzitten: In 1988 werd de film Halloween 4: The Return of Michael Myers uitgebracht. Hierin speelde ze een hoofdrol.
Na ook in deel 5 van de film te hebben gespeeld, Halloween 5: The Revenge of Michael Myers, werd ze een echte kindster. Ze kwam niet meer in deel 6 van de reeks voor.
Als kind speelde ze in veel bekende films, waaronder Marked for Death (1990), City Slickers, Don't Tell Mom the Babysitter's Dead, The Last Boy Scout (alle drie in 1991 uitgebracht) en Free Willy (1993).
In de tijd dat ze volwassen begon te worden, speelde Danielle vooral in B-films. Haar eerste bekende film na Free Willy, zou Daylight worden. Deze werd in 1996 uitgebracht.
Na een klein rolletje in Urban Legend kreeg Danielle in 1998 een rol in de animatieserie The Wild Thornberrys. De serie duurde tot 2001 en ze speelt sindsdien in B-films en heeft gastrollen in series.
Aan het einde van 2007 was ze te zien in Halloween. De film is een remake van het origineel uit 1978.

## Filmografie
- Biblioteca Nacional de España: XX1610103
- Bibliothèque nationale de France: cb14185519j (data)
- Gemeinsame Normdatei: 1020416610
- International Standard Name Identifier: 0000 0001 1934 010X
- Library of Congress Control Number: no2010025073
- Nationale Bibliotheek van Polen: a0000001843679
- SNAC: w6z73hvg
- Virtual International Authority File: 44509765
- WorldCat: E39PBJxMmrbQ9VbmyfKPpWCvpP